# Manuel Francisco Moreira
Manuel Francisco Moreira ( – 1901) foi um político brasileiro.
Foi deputado à Assembleia Legislativa de Santa Catarina na 3ª legislatura (1898 — 1900), como suplente convocado, e na 4ª legislatura (1901 — 1903).